# Palača Heian
Palača Heian (平安宮, Heian-kjū) je bila prva cesarska palača Heian-kjo (današnji Kjoto), glavnega mesta Japonske, od leta 794 do 1227. Palača, ki je služila kot cesarska rezidenca in upravno središče večji del obdobja Heian (od leta 794 do 1185) je stala na severno-osrednji lokaciji mesta v skladu s kitajskimi modeli, uporabljenimi za zasnovo prestolnice.
Palača je bila sestavljena iz velikega pravokotnega ograjenega prostora (Daidairi), ki je vseboval več ceremonialnih in upravnih stavb, vključno z ministrstvi. Znotraj tega ograjenega prostora je bil z ločenimi stenami obzidan cesarjev stanovanjski kompleks ali »Notranja palača« (Dairi). Poleg cesarjevih bivalnih prostorov je Notranja palača vsebovala rezidence cesarskih soprog ter nekatere uradne in ceremonialne stavbe, ki so bile tesneje povezane z osebo cesarja.
Prvotna vloga palače je bila izražanje centraliziranega vladnega modela, ki ga je Japonska prevzela od Kitajske v 7. stoletju – Daidžō-kan in njegovih hčerinskih osmih ministrstev. Palača je bila zasnovana tako, da je bila ustrezna okolica za cesarjevo rezidenco, vodenje velikih državnih zadev in spremljajoče slovesnosti. Medtem ko se je rezidenčna funkcija palače nadaljevala do 12. stoletja, so objekti, zgrajeni za velike državne slovesnosti, začeli propadati do 9. stoletja. To je bilo posledica tako opustitve več statutarnih slovesnosti in postopkov kot prenosa več preostalih slovesnosti v manjše okolje Notranje palače.
Od sredine obdobja Heian je palača utrpela več požarov in drugih nesreč. Med rekonstrukcijami so cesarji in nekatere pisarniške funkcije prebivale zunaj palače. To je skupaj s splošno izgubo politične moči dvora dodatno zmanjšalo pomen palače kot upravnega središča. Končno leta 1227 je palača pogorela in ni bila nikoli obnovljena. Lokacija je bila prezidana tako, da o njej ni skoraj nobene sledi. Poznavanje palače tako temelji na sodobnih literarnih virih, ohranjenih diagramih in slikah ter omejenih izkopavanjih, ki so potekala predvsem od poznih 1970-ih.

## Lega
Palača je stala v severnem središču pravokotnega Heian-kjo, po kitajskem modelu (natančneje tistem iz prestolnice Čangan dinastije Tang), sprejetem že za palačo Heidžo v prejšnji prestolnici Heidžo-kjo (v današnjem času Nara) in Nagaoka-kjo. Jugovzhodni vogal Velike palače je bil sredi današnjega gradu Nidžō. Glavni vhod v palačo so bila vrata Suzakumon (35°0′49″N 135°44′32″E / 35.01361°N 135.74222°E), ki so tvorila severni konec velike Avenije Suzaku, ki je potekala skozi središče mesta od vrat Rašōmon. Palača je bila tako obrnjena proti jugu in je predsedovala simetričnemu urbanističnemu načrtu Heian-kjo. Poleg Suzakumona je imela palača še 13 drugih vrat, ki so bila simetrično vzdolž stranskih sten. Glavna avenija (大路, ōdži) je vodila do vseh vrat, razen do treh vzdolž severne strani palače, ki je bila vzporedna s severno mejo samega mesta.

## Zgodovina
Palača je bila prva in najpomembnejša stavba, ki je bila postavljena v novi prestolnici Heian-kjo, kamor se je dvor preselil leta 794 po ukazu cesarja Kanmuja. Palača ob selitvi še ni bila povsem pripravljena – Daigokuden je bil dokončan šele leta 795, vladni urad, zadolžen za njeno gradnjo, pa je bil razpuščen šele leta 805.
Velika kompleksa Čōdō-in in Buraku-in v kitajskem slogu so že precej zgodaj začeli opuščati, vzporedno z zatonom dovršenih vladnih procesov in birokracije ricurjo (zgodovinski pravni sistem, ki temelji na filozofiji konfucijanstva in kitajskega legalizma na Japonskem), ki jih je navdihnila Kitajska, ki so bili postopoma bodisi opuščeni ali reducirani v prazne oblike. Težišče kompleksa palače se je premaknilo v notranjo palačo ali Dairi, Šišinden in pozneje celo Seirjoden pa sta prehitela Daigokuden kot lokus za izvajanje uradnih vladnih poslov.
Vzporedno s koncentracijo dejavnosti znotraj Dairija je Velika palača začela veljati za vedno bolj nevarno, zlasti ponoči. Eden od razlogov je bil morda prevladujoče vraževerje tistega obdobja: nenaseljenih stavb so se izogibali zaradi strahu pred duhovi in celo za veliko posestvo Buraku-in so mislili, da v njem straši. Poleg tega se je stopnja dejanske varnosti v palači zmanjšala in do začetka 11. stoletja se zdi, da so bila varovana le ena vrata palače, Džomeimon na vzhodu. Zato so vlomi in celo nasilni zločini postali problem v palači do prve polovice 11. stoletja.
Požari so bili stalni problem, saj je bila palača skoraj v celoti zgrajena iz lesa. Daigokuden je bil rekonstruiran po požarih leta 876, 1068 in 1156 kljub omejeni uporabi. Vendar po velikem požaru leta 1177, ki je uničil velik del Velike palače, Daigokuden ni bil nikoli več obnovljen. Buraku-in je leta 1063 uničil požar ni bil nikoli obnovljen. 
Od leta 960 so tudi Dairi večkrat uničili požari, vendar so ga sistematično obnovili in uporabljali kot uradno cesarsko rezidenco do poznega 12. stoletja. V obdobjih obnove Dairija po požarih so morali cesarji pogosto ostati v svojih sekundarnih palačah (里内裏, sato-dairi) v mestu. Pogosto je te sekundarne palače zagotovila močna družina Fudživara, ki je zlasti v zadnjem delu obdobja Heian izvajala dejanski nadzor nad politiko, tako da je zaporednim cesarjem zagotavljala soproge. Tako so rezidence cesarjevih starih staršev po materini strani že pred koncem obdobja Heian začele uzurpirati rezidenčno vlogo palače. Institucija vladavine upokojenih cesarjev ali sistem insei (院政, insei) iz leta 1086 je dodatno prispevala k upadanju pomena palače, saj so upokojeni cesarji izvajali oblast iz svojih rezidenčnih palač znotraj in zunaj mesta.
Po požaru leta 1177 je bil prvotni kompleks palač opuščen in cesarji so prebivali v manjših palačah (nekdanji sato-dairi) v mestu in vilah zunaj njega. Leta 1227 je požar dokončno uničil tisto, kar je ostalo od Dairija, in stara Velika palača je bila popolnoma zapuščena. Leta 1334 je cesar Go-Daigo izdal edikt o obnovi Velike palače, vendar ni bilo na voljo nobenih virov za podporo in projekt je propadel. Sedanja Kjotska cesarska palača je tik zahodno od dvorca Cučimikado (土御門殿, cučimikadodono), velike rezidence Fudživarov v severovzhodnem kotu mesta. Džingi-kan, zadnji stoječi del palače, je ostal v uporabi do leta 1585.

## Primarni viri
Medtem ko je bila sama palača popolnoma uničena, je bilo veliko podatkov o njej pridobljenih iz sodobnih in skoraj sodobnih virov. Palača Heian je ozadje dogajanja v mnogih literarnih besedilih obdobja Heian, tako leposlovnih kot neleposlovnih. Ti zagotavljajo pomembne informacije o sami palači, dvornih slovesnostih in funkcijah, ki so tam potekale, ter o vsakdanjih rutinah dvorjanov, ki so tam živeli ali delali. Pomembni primeri so: Zgodba o Gendžiju Murasakija Šikibuja, tako imenovana Knjiga na blazinah Seija Šonagona in kronika Eiga Monogatari. Poleg tega slike v nekaterih zvitkih emakimono (ilustriran horizontalni sistem pripovedi poslikanih ročnih zvitkov, ki sega v obdobje Nara) prikazujejo (včasih izmišljene) prizore, ki so se zgodili v palači; Genji Monogatari Emaki iz okoli leta 1130 je morda najbolj znan primer. Nazadnje obstajajo tudi delno poškodovani sodobni zemljevidi palače iz 10. in 12. stoletja, ki prikazujejo razporeditev in funkcijo stavb znotraj Dairija.
Poleg literarnih dokazov so arheološka izkopavanja, ki so potekala predvsem od poznih 1970-ih, razkrila dodatne informacije o palači. Zlasti obstoj in lokacija stavb, kot je kompleks Buraku-in, je bil preverjen glede na sodobne dokumentarne vire.

## Velika palača (Daidairi)
Daidairi je bilo obzidano pravokotno območje, ki se je raztezalo približno 1,4 kilometra od severa proti jugu med prvo in drugo glavno avenijo vzhod-zahod Ičidžō ōdži (一条大路) in Nidžō ōdži (二条大路) ter 1,2 kilometra od zahoda proti vzhodu med avenijama Niši Ōmija ōdži (西大宮大路) in Ōmija ōdži (大宮大路) sever-jug.
Tri glavne stavbe znotraj Velike palače so bile uradni kompleks (朝堂院, Čōdō-in), sprejemni kompleks (豊楽院, Buraku-in) in notranja palača (内裏, dairi).

### Čōdō-in
Čōdō-in je bil pravokoten ograjen prostor neposredno severno od vrat Suzakumon v središču južnega obzidja Velike palače. Temeljil je na kitajskih vzorih in je sledil kitajskim arhitekturnim slogom, arheološki dokazi iz prejšnjih prestolnic pa kažejo, da je bil ta stavbni kompleks prisoten v zgodnejših palačah in je imel izjemno stabilno zasnovo od 7. stoletja naprej.

#### Daigokuden
Glavna stavba v Čōdō-inu je bila Velika avdienčna dvorana (大極殿, Daigokuden), obrnjena proti jugu na severnem koncu kompleksa. Velika je bila približno 52 m od vzhoda proti zahodu in 20 m od severa proti jugu, v kitajskem slogu z belimi stenami, cinober stebri in zelenimi strehami iz ploščic, namenjena gostitvi najpomembnejših državnih slovesnosti in funkcij. Južni del Čōdō-ina je zasedel dvanajst dvoran, kjer je birokracija sedela na slovesnostih po strogem vrstnem redu. [fSvetišče Heian]] Džingū v Kjotu vključuje očitno zvesto rekonstrukcijo Daigokuden v nekoliko zmanjšanem obsegu.
V Čōdō-inu so potekale pristopne avdience, cesar naj bi predsedoval zgodnjim jutranjim razpravam birokracije o pomembnejših državnih zadevah, prejemal mesečna poročila uradnikov, čestital za novo leto in sprejemal tuje veleposlanike. Vendar pa je praksa jutranjih posvetovanj prenehala slediti leta 810  kot tudi mesečna poročila. Večji del obdobja Heian niso več sprejemali tujih veleposlanikov, novoletna praznovanja pa so bila skrajšana in prestavljena v Dairi do konca 10. stoletja, tako da so bile avdience pristopa in nekateri budistični obredi edini, ki so potekali v Čōdō- v. 

### Buraku-in
Buraku-in je bila še ena velika pravokotna stavba v kitajskem slogu zahodno od Čōdō-ina. Zgrajena je bila za uradna praznovanja in bankete, uporabljala pa se je tudi za druge vrste zabave, kot so lokostrelska tekmovanja. Tako kot Čōdō-in je imela tudi Buraku-in dvorano na osrednjem severnem koncu ograde, ki je nadzorovala dvorišče. To dvorano, Burakuden (豊楽殿), so uporabljali cesar in dvorjani, ki so vodili dejavnosti v Buraku-inu. Vendar pa so, tako kot Čōdō-in, tudi Buraku-in postopoma opustili, saj so bile številne funkcije prenesene na Dairi. Njeno mesto je eno redkih na območju palače, ki je bilo izkopano.

### Druge stavbe
Poleg Notranje palače so preostalo območje Velike palače zasedala ministrstva, manjši uradi, delavnice, skladiščne stavbe in velik odprt prostor Banketnega borovega gozda (宴の松原, En no Macubara) zahodno od Dairija. Stavbe državnega sveta (太政官, Daidžōkan) so bile v obzidanem ograjenem prostoru neposredno vzhodno od Čōdō-ina, postavljene v tipičnem simetričnem tlorisu stavb, ki se odpirajo na dvorišče na jugu. V palači je bil tudi Šingon-in (真言院), poleg To-dži in Sai-dži, edina budistična ustanova, ki je bila dovoljena v prestolnici. Njegova postavitev tik ob Notranji palači kaže na vpliv sekte Šingon v zgodnjem obdobju Heian.

## Notranja palača (Dairi)
Notranja palača ali Dairi je bila severovzhodno od Čōdō-ina nekoliko vzhodneje od osrednje osi sever-jug Velike palače. Njen osrednji element je bila prestolna dvorana. Dairi je obsegala cesarjeve četrti in paviljone cesarskih soprog in dvornih dam (skupaj Kōkjū). Dairi je bila zaprta v dveh nizih zidov. Poleg same palače Dairi so zunanje stene obdajale nekatere gospodinjske pisarne, skladišča in Čūvain (中和院), obzidano območje šintoističnih stavb, povezanih s cesarjevimi verskimi funkcijami zahodno od samega Dairija, pri geografskem središču Velike palače. Glavna vrata večjega ograjenega prostora so bila Kenreimonova vrata (建礼門, Kenreimon), ki so bila v južnem obzidju vzdolž srednje osi sever-jug Dairi.
Dairi, stanovanjsko naselje cesarja, je bilo zaprto znotraj drugega niza obzidij vzhodno od Čūvaina. Meril je približno 215 m od severa proti jugu in 170 m od vzhoda proti zahodu. Glavna vrata so bila vrata Šōmeimon (承明門, Šōmeimon) na sredini južne stene ograjenega prostora Dairi, takoj severno od vrat Kenreimon. V nasprotju s slovesno uradno arhitekturo v kitajskem slogu Čōdō-in in Buraku-in je bil Dairi zgrajen v bolj intimnem japonskem arhitekturnem slogu - čeprav še vedno v velikem obsegu. Notranja palača je predstavljala različico arhitekture sloga šinden-zukuri, ki se je uporabljala v aristokratskih vilah in hišah tega obdobja. Objekti z neposlikanimi površinami ter dvokapnimi in skodlastimi strehami iz japonske paciprese so bili dvignjeni na povišane lesene podeste in med seboj povezani s pokritimi in nepokritimi rahlo povišanimi hodniki. Med stavbami in hodniki so bila prodnata dvorišča in majhni vrtovi.

### Šišinden
Največja stavba Dairija je bila prestolna dvorana (紫宸殿, Šišinden), stavba, rezervirana za uradne funkcije. Bila je pravokotna dvorana, ki je merila približno 30 m od vzhoda proti zahodu in 25 m od severa proti jugu in je stala vzdolž srednje osi sever-jug Dairija, nadzirala je pravokotno dvorišče in gledala na vrata Šōmeimon. Na obeh straneh sprednjega stopnišča stavbe sta simetrično stala pomarančevca tačibana in japonska češnja. Dvorišče je bilo na obeh straneh obdano z manjšimi dvoranami, povezanimi s Šišinden, kar je ustvarilo enako konfiguracijo stavb (pod vplivom kitajskih primerov), kot so jo našli v aristokratskih vilah v slogu šinden-zukuri tega obdobja.
Šišinden je bil uporabljen za uradne funkcije in slovesnosti, ki niso potekale v Daigokuden kompleksa Čōdō-in. Prevzela je velik del predvidene uporabe večje in bolj formalne stavbe od zgodnjega datuma, saj so vsakodnevni vladni posli prenehali potekati v prisotnosti cesarja v Daigokudenu že na začetku 9. stoletja. S tem vse manjšim zanašanjem na uradne vladne postopke, opisane v kodeksu ricurdžo, je bila povezana ustanovitev osebnega sekretariata cesarja (蔵人所, Kurōdodokoro). Ta urad, ki je vedno bolj prevzemal vlogo usklajevanja dela vladnih organov, je bil ustanovljen v Kjošōden (校書殿), dvorani jugozahodno od Šišindena.

### Džidžūden
Severno od Šišinden je stal Džidžūden (仁寿殿), podobno zgrajena dvorana nekoliko manjše velikosti, ki naj bi delovala kot cesarjev bivalni prostor. Vendar pa so se cesarji že v 9. stoletju pogosto odločili za bivanje v drugih stavbah Dairija. Tretja še manjša dvorana, Šōkdžoden (承香殿), je bila takoj severno vzdolž glavne osi Dairija. Potem ko je bil Dairi po požaru leta 960 ponovno zgrajen, se je redna rezidenca cesarjev preselila v manjši Seirdžoden (清涼殿), stavbo, obrnjeno proti vzhodu, tik severozahodno od Šišindena. Postopoma so začeli Seirdžoden vedno bolj uporabljati tudi za sestanke, saj so cesarji večino svojega časa preživeli v tem delu palače. Najbolj obremenjen del stavbe je bila dvorana dvorjanov (殿上間, Tendžōnoma), kjer so se v navzočnosti cesarja srečevali visoki plemiči.

### Druge stavbe
Cesarica, pa tudi uradne in neuradne cesarske soproge, je bila prav tako nastanjena v Dairiju, kjer je zasedala stavbe v severnem delu ograde. Najprestižnejše stavbe, v katerih so bivali cesarica in uradne soproge, so bile tiste, ki so imele primerne lokacije za takšno uporabo po prvotno kitajskih načelih oblikovanja (Kokiden (弘徽殿), Reikeiden (麗景殿) in Džōneiden (常寧).殿), kot tudi tisti, ki so bili najbližje cesarski rezidenci v Seirdžodnu (Kōrdžoden (後涼殿) in Fudžicubo (藤壷)). Manjše soproge in dvorne dame so zasedli druge stavbe na severu polovica Dairija.
Ena od japonskih cesarskih regalij, cesarjeva replika svetega ogledala, je bila prav tako shranjena v dvorani Unmeiden (温明殿) v Dairiju.
Današnja Kjotska cesarska palača kopira večino Dairija iz obdobja Heian, zlasti Šišinden in Seirdžoden.